# Bateria Żonqor
Bateria Żonqor (malt. Batterija taż-Żonqor, ang. Żonqor Battery) – bateria artyleryjska w Marsaskali na Malcie. Zbudowana przez Brytyjczyków w latach 1882-1886, jest fortyfikacją poligonalną. Stoi na wysokim terenie, górując nad zatoką Marsaskala Bay.

## Historia
Bateria Żonqor zbudowana została przez Brytyjczyków w latach 1882-1886. Koszt budowy wyniósł 5000 funtów (lub 6000 funtów). Ma pięciokątny kształt i otoczona jest przez rów o szerokości 6 metrów. Stanowiska dział oraz magazyny z amunicją, z uwagi na ochronę przed ogniem nieprzyjaciela, ulokowane były poniżej poziomu gruntu. Obsługa dział oraz załoga stacjonowały w pobliskim Forcie Leonardo.

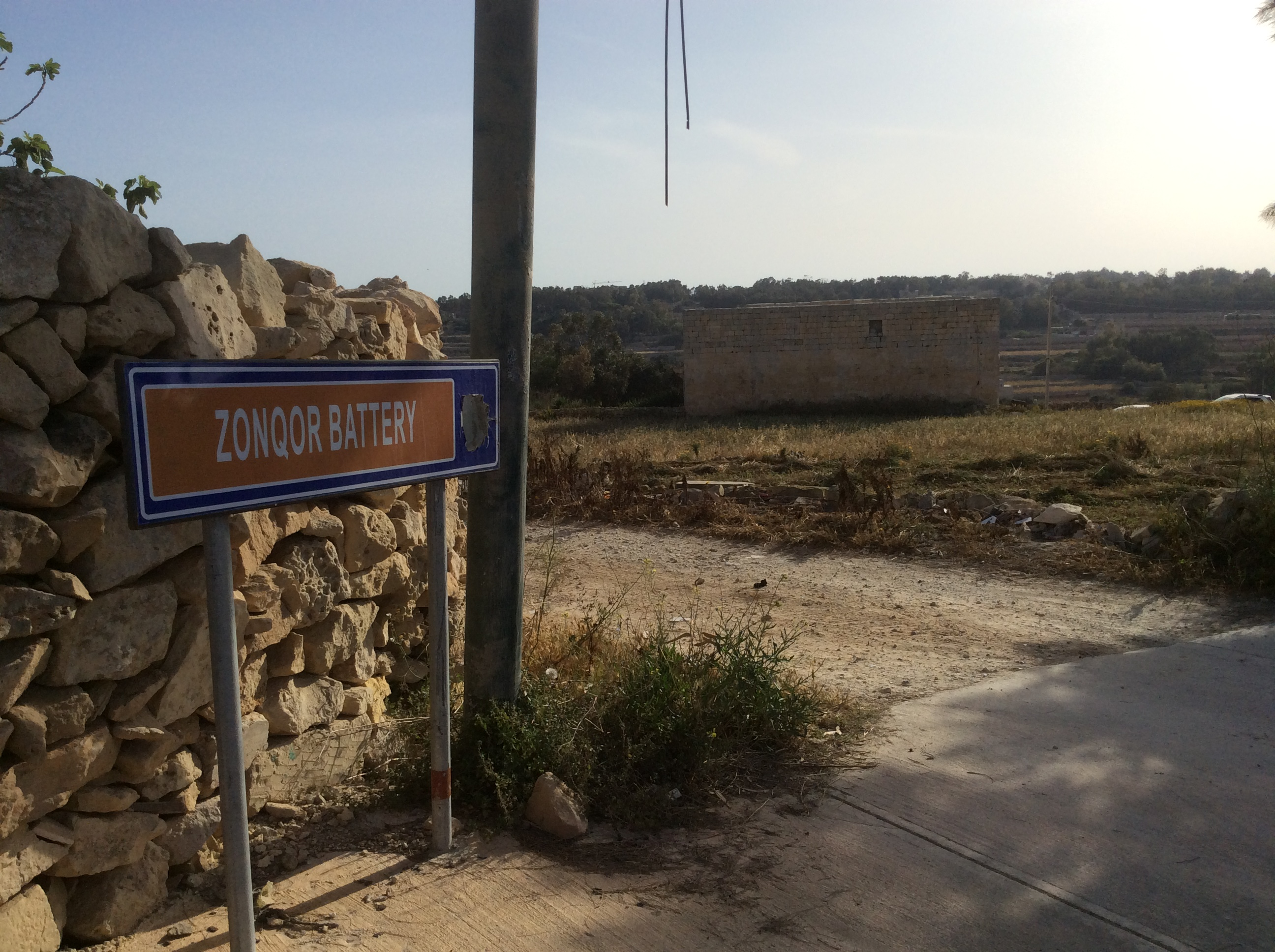
Znak kierujący do Baterii Zonqor

Wkrótce po zakończeniu budowy fortyfikacja okazała się niewydajna, gdyż zasięg jej 7-calowych dział nie obejmował terenu zatoki, do obrony której była przeznaczona. W związku z tym, gubernator Lintorn Simmons opracował nowe plany obrony, lecz nie zostały one nigdy urzeczywistnione.
Mówi się, że bateria miała być uzbrojona w trzy działa, lecz przypuszczalnie nigdy nie zostały one przygotowane na miejscu do użytku. Ostatecznie zostały rozmontowane, a bateria służyła w czasie II wojny światowej jako skład amunicji.

## Współcześnie
Współcześnie bateria jest używana dla celów rolnictwa i nie jest dostępna dla ogółu.